# Taraxacum euoplocarpum
Taraxacum euoplocarpum — вид рослин з родини айстрових (Asteraceae), поширений у Фінляндії, центральній і східній Європі.

## Поширення
Поширений у Фінляндії, центральній і східній Європі (у т. ч. Україні).